# レッド・エール
レッド・エールはビールのスタイルの一つである。液色が銅色といった赤い色であることが多い。『ビアスタイル・ガイドライン 1208』ではレッド・エールそのものは記載されておらず、以下のいずれかを指してレッド・エールと呼んでいることが多い。

## アイリッシュスタイル・レッドエール
アイリッシュスタイル・レッドエール（英語: Irish Red Ale）は、アイルランド発祥のエール。アイリッシュエールとも呼ばれる。代表的な銘柄としてキルケニーが挙げられる。
『ビアスタイル・ガイドライン1208』ではアイリッシュスタイル・レッドエールを以下のように定義している。
- 色合いは、明るく赤みがかったアンバーないし銅色から明るい茶色。
- ホップの苦味とフレーバーはミディアム・レベルだが、アロマは感じられないことが多い。
- アルコール度数は4%から4.5%
- IBU 20から28
- SRM 11から18

SRM イメージ色
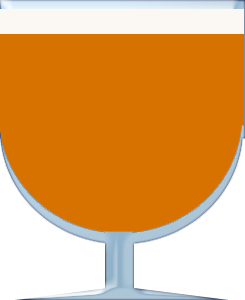
SRM 11
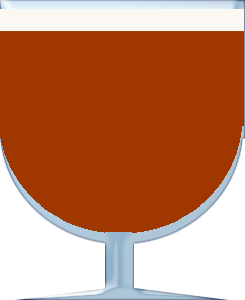
SRM 19

## アメリカンスタイル・アンバー
アメリカンスタイル・アンバー（英語: America Style Amber）、単にアンバーエール（英語: Amber ale）、レッドエールと呼ばれることもある。アメリカ合衆国発祥のエール。
アメリカ品種のホップを使用し、苦味とフレーバーが際立っていることが特徴。
『ビアスタイル・ガイドライン1208』ではアメリカンスタイル・アンバーを以下のように定義している。
- 色合いは、ライト・カッパーからライト・ブラウン。
- ホップの苦味とフレーバーはミディアム・レベル以上
- カラメル香を伴ったモルト風味もミディアムから、より強め。
- アルコール度数は4.5%から6%
- IBU 30から40
- SRM 11から18

SRM イメージ色
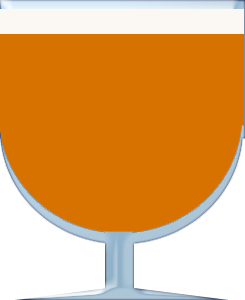
SRM 11
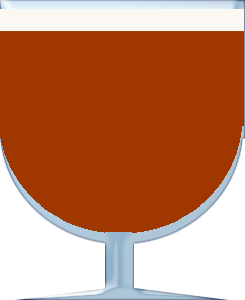
SRM 19

## インペリアル・レッドエール
インペリアル・レッドエール（英語: Imperial Red Ale）、単にインペリアル、またはダブル・レッドエールと呼ばれることもある。アメリカ合衆国発祥のエール。
アメリカン・アンバーエールよりもさらに高いアルコール度数と苦味が特徴。使用するホップは、アメリカ品種に限らず、英国品種、ドイツ品種でも良い。
『ビアスタイル・ガイドライン1208』ではインペリアル・レッドエールを以下のように定義している。
- 色合いは、ディープ・アンバーからダーク・カッパー。
- アルコール度数は7.9%から10.5%
- IBU 55から85
- SRM 10から15

SRM イメージ色
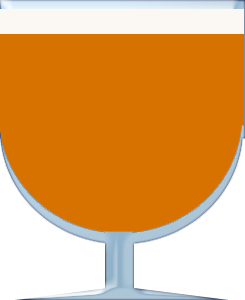
SRM 11
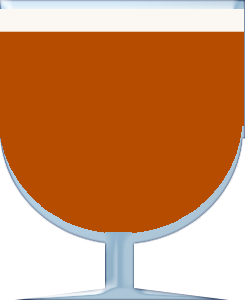
SRM 16

## フランダース・レッド・エール
フランダース・レッド・エール（英語: Flanders red ale）は、ベルギーのウェスト＝フランデレン州が発祥のエール。製品によって強弱はあるものの乳酸味があるのが特徴。
『ビアスタイル・ガイドライン1208』ではフランダース・レッド・エール（ベルジャンスタイル・フランダース アウトブライン、アウトロート・エール）を以下のように定義している。
- 色合いは、ディープ・カッパーからブラウン。
- アルコール度数は4.8%から6.45%
- IBU 15から25
- SRM 12から20

SRM イメージ色
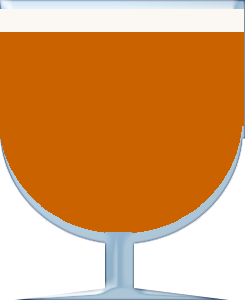
SRM 13
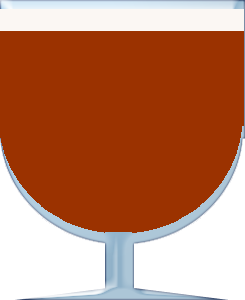
SRM 20